# 꽃향유
꽃향유(-香薷, Elsholtzia splendens)는 꿀풀과에 딸린 여러해살이풀이다.

## 분포
한국, 만주에 분포한다. 한국에서는 제주도와 남부, 중부 산야에 자생한다.

## 생태
줄기 높이가 60센티미터 정도 되며 원줄기는 네모지며 굽은 흰색 털이 줄지어 난다. 여러 대가 모여 나고 가지를 많이 친다. 잎은 마주나고 달걀꼴이며 끝이 뾰족하고 길이 1~7센티미터, 나비 0.8-4센티미터쯤 되는데, 잎맥 위에 털이 많으며 뒷면에 선점이 있고 가장자리에 톱니가 있다. 꽃은 9~10월에 피고 분홍빛이 나는 자주색이며 많은 꽃이 빽빽하게 한쪽으로 치우쳐서 수상 꽃차례를 이루고 꽃차례는 길이 2~5센티미터쯤 되며 원줄기 끝과 가지 끝에 달리며 바로 밑에 잎이 있다. 꽃턱잎은 신장 모양이고 끝이 갑자기 바늘처럼 뾰족해지며 자줏빛이 돌고 가장자리에 긴 털이 난다. 꽃받침은 통형이고 길이 1.5밀리미터 정도 되며 5개로 갈라지며 역시 털이 있다. 수술은 두 개가 길게 나오며 길이 1센티미터쯤 된다.열매는 11월에 맺고 꽃이 진 자리에 작고 많은 씨가 있다.

## 관리 및 번식법
관리법 : 강한 빛을 받지 않는 화단에 심는다. 향기가 강하기 때문에 낮은 곳에 심으면 높은 곳으로 향이 올라온다. 밀원식물로도 이용한다.
번식법 : 11월에 결실하는 종자를 이듬해 봄 화단에 뿌린다.

## 쓰임새
꽃에 꿀이 많아 벌들이 많이 찾아오며, 봄에 돋는 어린순을 나물로 먹는다. 된장국 등 국거리로 쓰거나 가루를 묻혀 튀김을 해 먹기도 한다.

## 사진

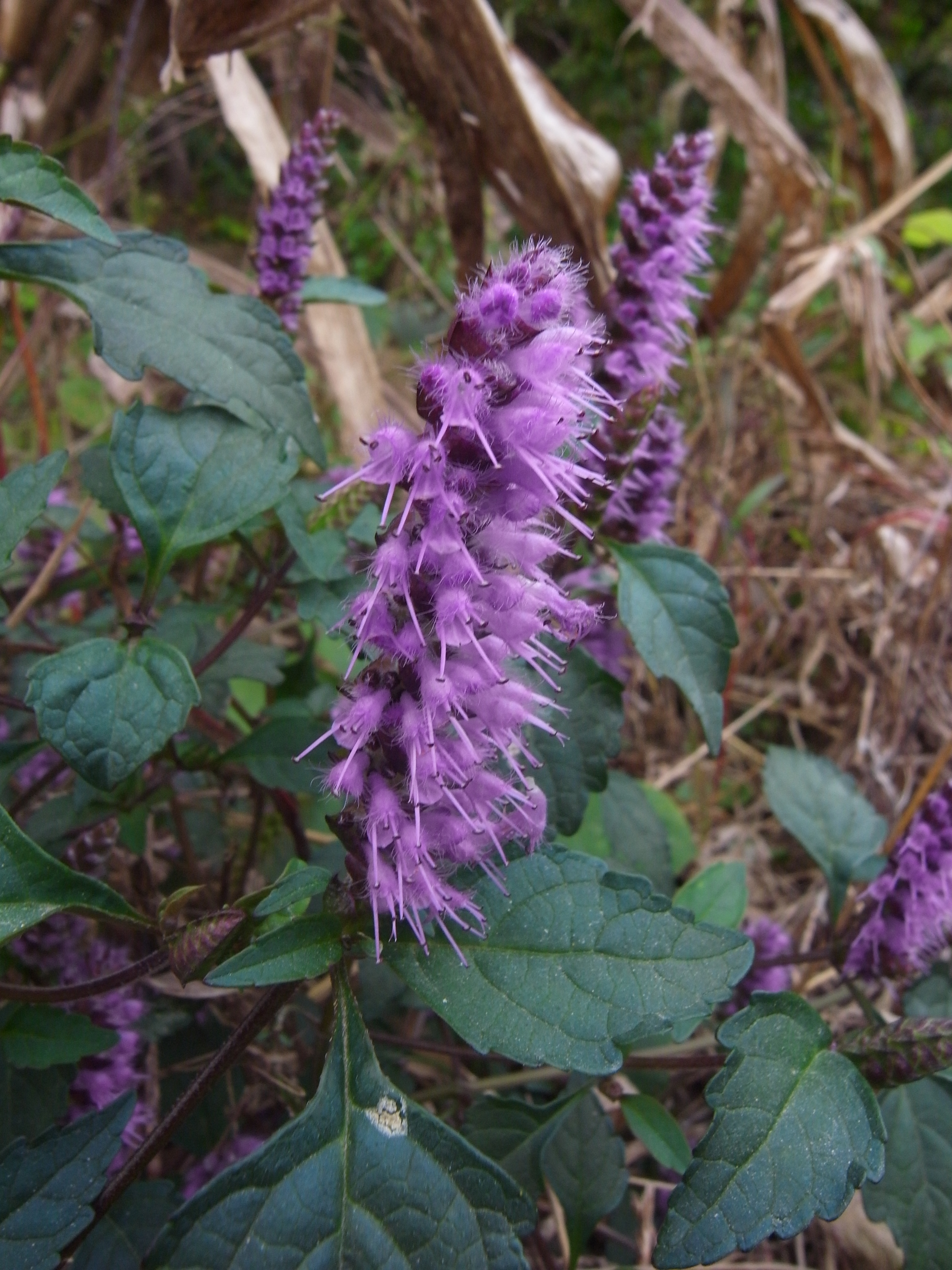
꽃차례
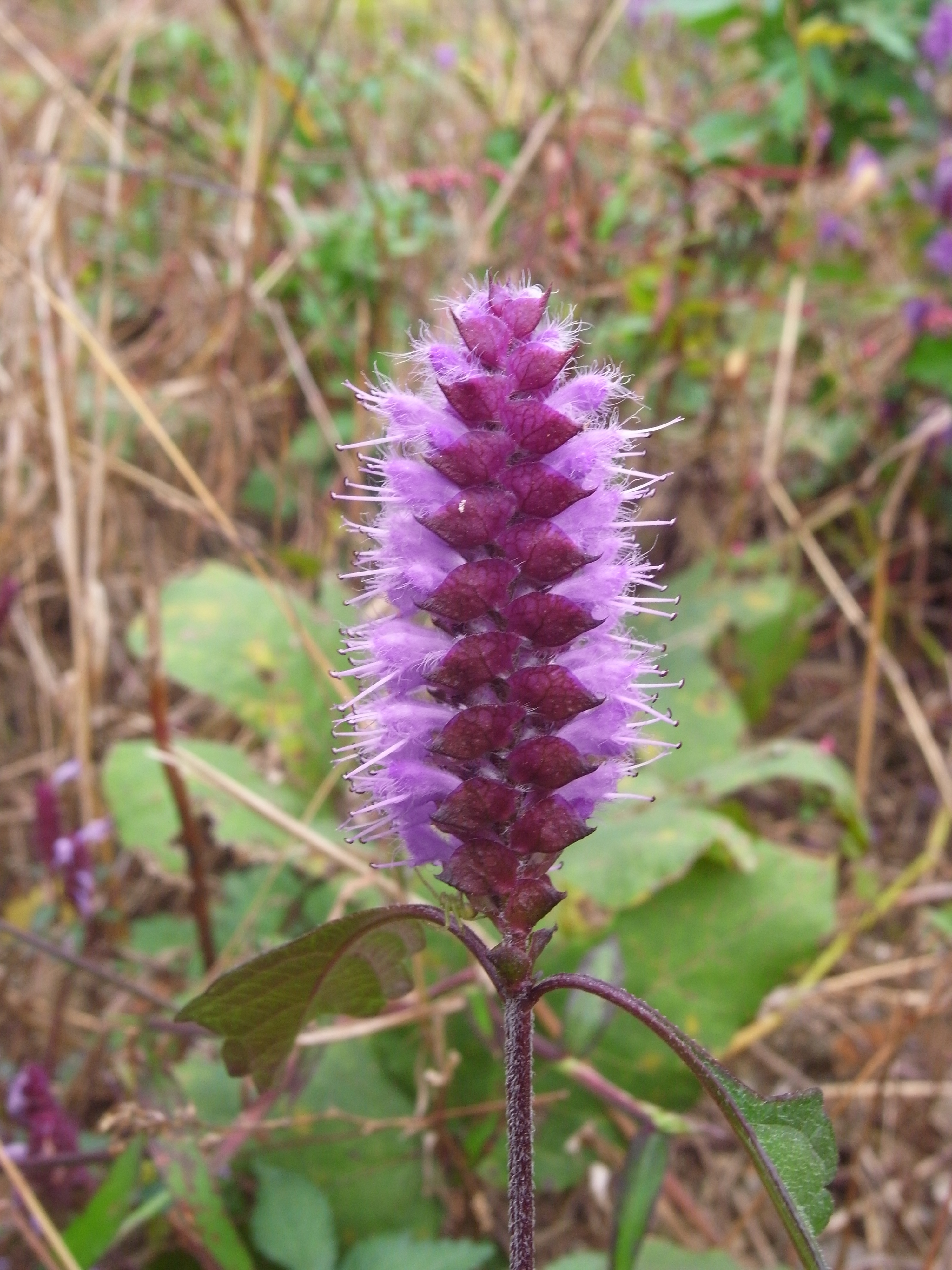
꽃차례 뒷모습
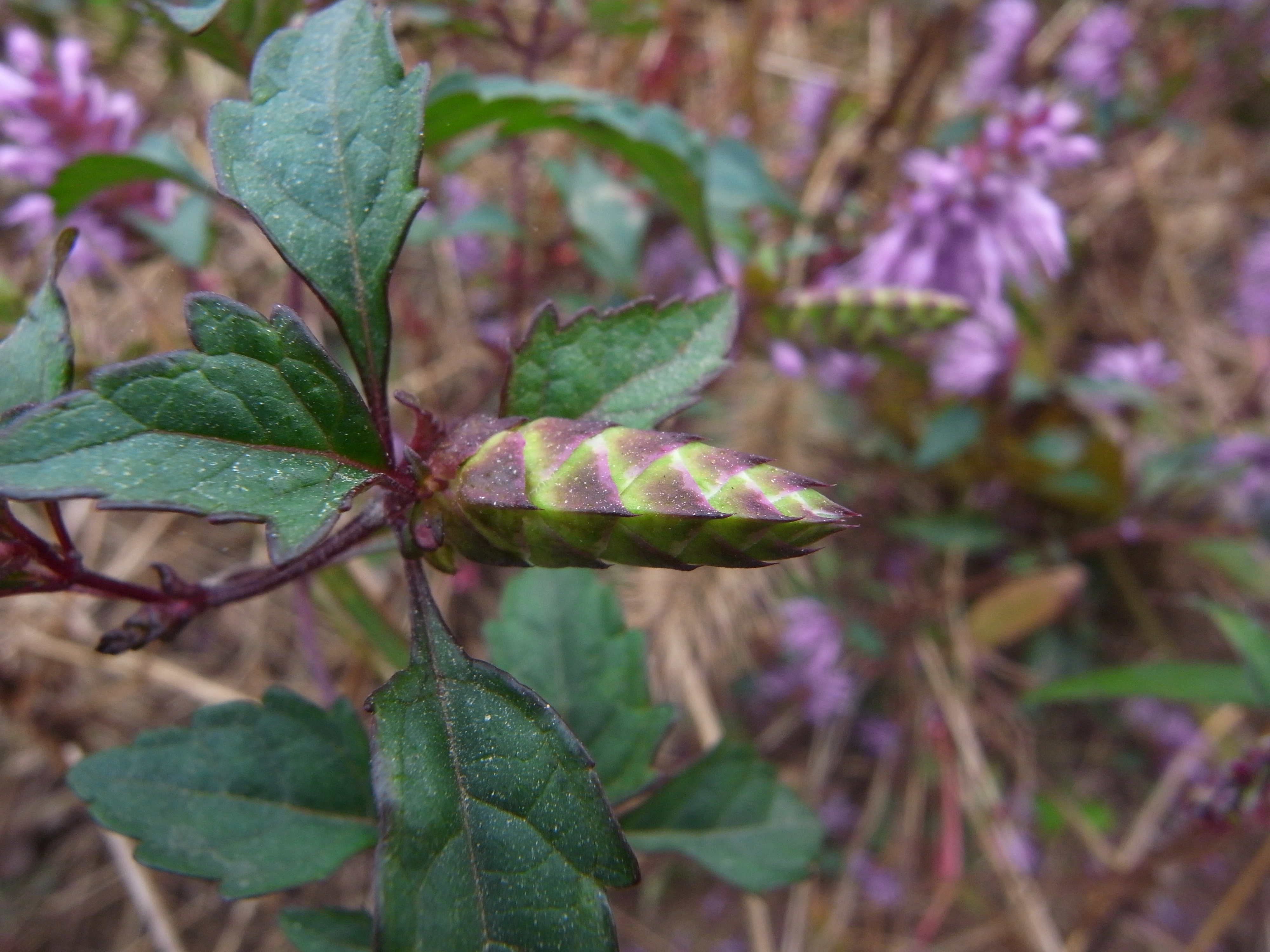
꽃망울
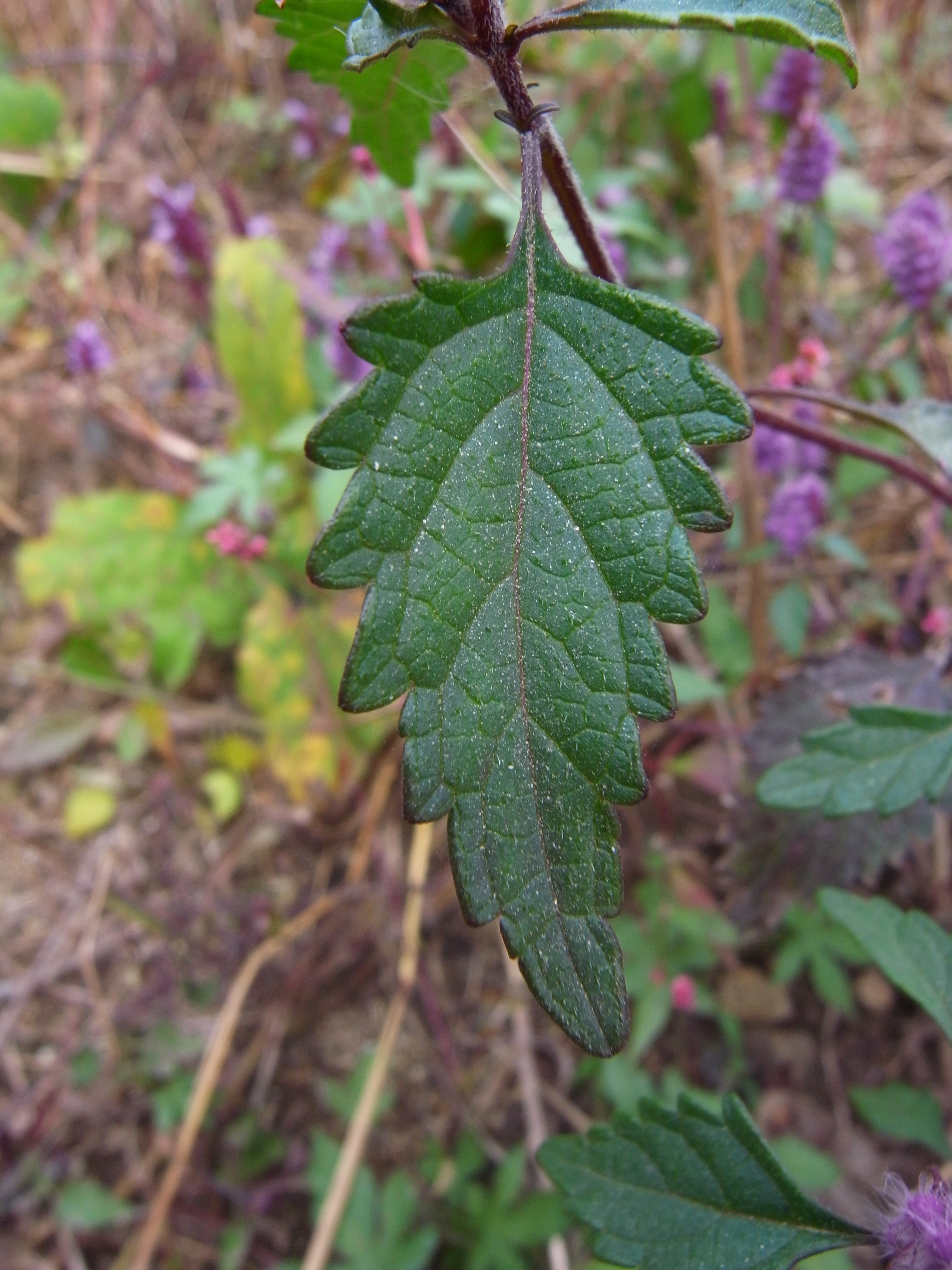
잎